# Lionel Logue
Lionel George Logue (Adelaide, 26 februari 1880 – Londen, 12 april 1953) was een Australische logopedist die koning George VI van het Verenigd Koninkrijk behandelde voor stotteren.

## Levensloop
Logue werd geboren op 26 februari 1880 in Adelaide, Australië. Hij was de oudste van vier kinderen. Zijn ouders waren Lavinia (née Rankin) en George Edward Logue, accountant bij de brouwerij van diens vader. Zijn grootvader Edward Logue, oorspronkelijk uit Dublin, was de oprichter van Logue's Brewery, een voorloper van de South Australian Brewing Company.
Logue ging van 1889 en 1896 naar de kostschool Prince Alfred College in Adelaide. Nadat hij het gedicht The Song of Hiawatha van dichter Henry Wadsworth Longfellow las en het ritme hem aansprak, kreeg hij interesse in het gebruik van stem. Hij volgde stemexpressietrainingen en studeerde muziek aan het Elder Conservatorium van de Universiteit van Adelaide. Ook gaf hij zijn eigen recitals en begon hij na het overlijden van zijn vader in 1902 een eigen stemexpressiepraktijk. Ondanks dat zijn praktijk een goede reputatie had, besloot hij na het conservatorium voor een ingenieursbedrijf te gaan werken op een goudmijn in Kalgoorlie.
Logue trouwde op 20 maart 1907 met Myrtle Gruenert en vestigde zich in Perth, waar hij les gaf in dictie, acteren en spreken in het openbaar. Ook voerde hij toneelstukken en voordrachten op en initieerde hij een club voor openbare sprekers. In 1911 vertrokken Logue en zijn vrouw op een wereldreis om methoden van spreken in het openbaar te bestuderen. Later ontwikkelde hij behandelingen voor Australische veteranen uit de Eerste Wereldoorlog die last hadden van een spraakstoornis die door shellshock veroorzaakt was. Naast fysieke oefeningen gericht op ademhaling, legde Logue in zijn therapie de nadruk op humor, geduld en sympathie.
Logue en zijn vrouw kregen drie zonen. In 1924 nam Logue zijn gezin mee naar Engeland, waar hij een baan kreeg als docent dictie op scholen in Londen. In 1926 opende hij een praktijk voor spraakstoornissen in de wijk Marylebone. Hij gebruikte vergoedingen van rijke klanten om patiënten te kunnen behandelen die dit niet konden betalen. In 1944 was Logue een van de oprichters van de Royal College of Speech and Language Therapists (RCSLT), de beroepsvereniging voor logopedisten in het Verenigd Koninkrijk.
Behandeling van George VI
Op 31 oktober 1925 hield George VI - toen nog de hertog van York - een toespraak op de British Empire Exhibition. Zijn stotteren maakte dit uitdagend voor zowel hem als zijn toehoorders. Vanwege het stotteren en angst voor spreken in het openbaar, klopte de hertog aan bij de praktijk van Logue in Londen. 
Logue werd in 1926 door de hertog in dienst genomen. Hij constateerde 'een slechte coördinatie tussen het strottenhoofd en middenrif en schreef de hertog één uur stemoefeningen per dag voor. Door de behandeling van Logue kreeg de hertog het vertrouwen om te ontspannen en leerde hij door spanning veroorzaakte spierspasmen te voorkomen. Het stotteren nam af en in 1927 hield hij zelfverzekerd en zonder stotteren een toespraak bij de opening van het Old Parliament House in Canberra. 
Ondanks dat Logue als logopedist autodidact was en aanvankelijk door de medische wereld gezien werd als een kwakzalver, behandelde hij George VI van eind jaren '20 tot midden jaren '40. Door de jaren heen werd hij telkens opgeroepen als de koning een toespraak moest houden. Ook werd hij regelmatig uitgenodigd op het kerstdiner van de koninklijke familie om te helpen met de Koninklijke Kerstboodschap. 
Logues vrouw Myrtle stierf plotseling aan een hartaanval in juni 1945. Logue zelf stierf op 12 april 1953 in Londen, ruim een jaar na de dood van de koning. Vertegenwoordigers van koningin Elizabeth II en koningin-moeder Elizabeth woonden de begrafenis bij.

## Erkenning
Tijdens de kroning van George VI werd Logue benoemd tot Member of the Royal Victorian Order (M.V.O.). In 1944 werd Logue door de koning benoemd tot Commander (C.V.O.).
Koning George VI stierf op 6 februari 1952. Enkele weken later schreef Logue een brief aan de vrouw van de overleden koning, koningin-moeder Elizabeth. Hij prees hierin wat de koning had bereikt door zijn harde werken in therapie en benadrukte hoeveel hij aan de steun van zijn vrouw te danken had gehad. De koningin uitte in haar reactie haar dankbaarheid voor de hulp die Logue aan de koning heeft geboden, zowel in het spreken als in zijn kijk op het leven.
Kleinzoon Mark Logue schreef samen met Peter Conradi een boek over de relatie tussen zijn grootvader en de koning: The King's Speech: How One Man Saved the British Monarchy. Gelijktijdig kwam in 2010 de Britse film The King's Speech uit, waarin Logue werd gespeeld door Geoffrey Rush, zijn vrouw door Jennifer Ehle, de koning door Colin Firth en zijn vrouw door Helena Bonham Carter. In de West End-toneelbewerking van The King's Speech speelde de Australische acteur Jonathan Hyde Lionel Logue. In de Amerikaanse première werd Logue gespeeld door James Frain.

De Welshe acteur Michael Elwyn speelde Logue in de televisiefilm Bertie and Elizabeth uit 2002. Derek Lawson speelde Logue in de komedie A Royal Night Out uit 2015.